# Monogema
Monogema o Anillo de Monogema, también llamado SNR G201.1+08.3, es un resto de supernova situado en la constelación de Géminis. Fue descubierto a comienzos de la década de 1970 por su emisión en rayos X blandos.

## Morfología
En rayos X, Monogema aparece como un objeto brillante y suave en el estudio que llevó a cabo el satélite ROSAT. Se piensa que es un gran resto de supernova evolucionado, en la fase adiabática de su evolución, que se expande en un medio interestelar de muy baja densidad.
Su emisión en el ultravioleta lejano fue detectada en 2007, donde la línea C IV y otras indican detalles de la interacción
de este resto de supernova con el medio interestelar.
Sin embargo, Monogema no muestra emisión de radio en el rango de metros o decímetros, como cabe esperar en restos de supernova antiguos, donde la emisión sincrotrón es el proceso dominante. Ello se ha achacado a la inusual baja densidad del medio circundante.

## Remanente estelar
El púlsar de radio PSR B0656+14 fue descubierto en 1989 dentro de Monogema —en visión proyectada desde la Tierra—, ligeramente desplazado del centro geométrico del resto de supernova. Observaciones posteriores mostraron que el púlsar tenía un movimiento propio hacia el centro del remanente, contrario a lo que cabría esperar si el púlsar y el resto de supernova estaban vinculados, por lo que la asociación entre ambos objetos parecía bastante improbable.
No obstante, la distancia al púlsar, medida por paralaje, es semejante a la de Monogema —véase más abajo—, así como su edad característica, 110 000 años. Por otra parte, se ha sugerido que la interacción con el medio interestelar ha distorsionado la morfología de este resto de supernova, por lo que no es fácil determinar su verdadero centro.
Por todo ello, se piensa que PSR B0656+14 sí puede ser el remanente estelar de la supernova que dio lugar a Monogema.

## Distancia y edad
Monogema se encuentra a una distancia de aproximadamente 300 pársecs.
Si efectivamente está asociado a PSR B0656+14, se puede conocer su distancia con una mayor precisión —288 (+33,-27) pársecs—, al haberse determinado el paralaje del pulsar mediante mediciones de interferometría.
Por otra parte, la edad de este resto de supernova no se sabe con certeza, pero en cualquier caso es un objeto antiguo. De acuerdo a distintos modelos, su edad puede ser de 68 000 (+800, -900) años —valor estimado a partir de resultados del análisis espectral para una distancia de 300 pársecs— 86 000 años o 100 000 años.